# Robertgurneya rostrata
Robertgurneya rostrata är en kräftdjursart som först beskrevs av Gurney 1927.  Robertgurneya rostrata ingår i släktet Robertgurneya och familjen Diosaccidae. Inga underarter finns listade i Catalogue of Life.